# Heerhaufen
Heerhaufen, auch Haufen oder Haufe, ist eine Bezeichnung für un- oder schwachorganisierte paramilitärische Truppen und Hilfstruppen im Mitteleuropa der frühen Neuzeit.
Vor allem im Deutschen Bauernkrieg 1524/25 und im Dreißigjährigen Krieg war Haufe die Bezeichnung einer zusammengeströmten Truppe aus zuweilen mehreren Tausenden bewaffneter Bauern oder Landsknechten, oft mit basisdemokratischen Zügen (vgl. die antike Heeresversammlung), also lockerer organisiert als das kleinere und streng militärische Fähnlein.
Vgl. noch das aus der Jugendbewegung bekannte Lied Wir sind des Geyers schwarzer Haufen.